# TVR Tina
Der TVR Tina war der Prototyp eines 2+2-sitzigen Sportwagens, das TVR in Blackpool (England) 1967 bauen ließ.

## Technik
Mechanik und Motor stammten aus dem Hillman Imp. Der im Heck eingebaute, 10:1 verdichtende Reihenvierzylindermotor mit obenliegender Nockenwelle hatte einen Hubraum von 875 cm³ und leistete mit dem einzelnen Solex-Vergaser 51 bhp (38 kW) bei 6100 min−1.
Die Karosserien waren aus Stahlblech. Je ein Coupé und ein Cabriolet entstanden bei Fissore in Italien. Die Hinterräder waren an gezogenen Schräglenkern aufgehängt, die Vorderräder an einer Pendelachse. Anders als die größeren TVR hatte der Tina kleine 12″-Räder mit Reifen 5,5″×12″. 
Seine Höchstgeschwindigkeit betrug 160 km/h und er verbrauchte 8,1 l/100 km.

## Entwicklung
Der Wagen soll nach der Tochter des Mitarbeiters Gregor Marshall der Barnet Motor Company, die ebenfalls TVR-Eigner Martin Lilley gehörte, benannt worden sein. Anderen Quellen zufolge entstand der Name aus der Verkürzung des Modellnamens Ford Cortina. 
Das von Trevor Fiore entworfene Cabriolet wurde auf der Automobilausstellung in Turin 1966 vorgestellt und nach Kritik an der nicht US-amerikanischen Vorschriften entsprechenden Front noch einmal überarbeitet. Die neue Version zierte zusammen mit dem Coupé den TVR-Stand auf der London Motor Show im Oktober 1966. 1967 erschien nur noch das Coupé auf der Automobilausstellung in Turin und TVR kündigte eine Serienproduktion für das Folgejahr an. Sogar der Preis für die in der Serie mit GFK-Karosserien versehenen Sportwagen lag schon fest: £ 998,-- einschl. MwSt.
Die beiden Wagen wären die billigsten und kleinsten Produkte von TVR gewesen und eine rentable Produktion wäre nur in großen Stückzahlen möglich gewesen, die die Fertigungskapazität von TVR überschritten hätten. Daher wandte sich Lilley an verschiedene britische Automobilhersteller, wie Jensen Motors, Aston Martin und den Hersteller des Hillman Imp, die Rootes-Gruppe. Letztendlich kam es aber nicht zu einer Zusammenarbeit, sodass das Projekt schließlich aufgegeben werden musste.

## Heutige Situation
Das Cabriolet landete schließlich bei einem US-amerikanischen Sammler, während das Coupé im TVR-Werk im Blackpool verblieb und derzeit für die Familie Marshall restauriert wird.